# Данвил (Арканзас)
Данвил (енгл. Danville) град је у америчкој савезној држави Арканзас.

## Демографија
По попису из 2010. године број становника је 2.409, што је 17 (0,7%) становника више него 2000. године.
| Група             | 2000.         | 2010.         |
| Белци             | 1.267 (53,0%) | 1.013 (42,1%) |
| Афроамериканци    | 44 (1,8%)     | 51 (2,1%)     |
| Азијати           | 31 (1,3%)     | 37 (1,5%)     |
| Хиспаноамериканци | 1.040 (43,5%) | 1.268 (52,6%) |
| Укупно            | 2.392         | 2.409         |